# Rhaphidostegium dixonii
Rhaphidostegium dixonii är en bladmossart som beskrevs av Thériot 1924. Rhaphidostegium dixonii ingår i släktet Rhaphidostegium och familjen Sematophyllaceae. Inga underarter finns listade i Catalogue of Life.